# Oxyopes jabalpurensis
Oxyopes jabalpurensis är en spindelart som beskrevs av Gajbe 1999. Oxyopes jabalpurensis ingår i släktet Oxyopes och familjen lospindlar. Inga underarter finns listade i Catalogue of Life.